# Rogelia Cruz Martínez
Rogelia Cruz Martínez (Ciudad de Guatemala, 31 de agosto de 1940 - Escuintla, 11 de enero de 1968) fue una activista guatemalteca de izquierda; fue también elegida en 1958 «Miss Universo Guatemala» cuando tenía apenas 19 años, y representó a Guatemala en el año 1959 en Miss Universo. 
Rogelia Cruz Martínez fue torturada, violada y asesinada a la edad de 27 años por miembros de la Mano Blanca, grupo paramilitar de extrema derecha vinculado a la dictadura.

## Biografía
Rogelia Cruz Martínez nació el 31 de agosto de 1940 en la capital de Guatemala; era hija de Miguel Ángel Cruz Franco y de Blanca Martínez Flores. Su madre provenía de una familia de clase media de Chiquimula y su padre pertenecía a una familia acomodada de la capital y trabajaba de maestro constructor de obras. Rogelia estudió en el Instituto Normal Central para Señoritas Belén, y también recibía clases de ballet. En 1955, poco tiempo después de la caída del gobierno de Jacobo Árbenz, murieron ambos padres de Cruz Martínez en el término de dos meses, y tanto ella como sus dos pequeñas hermanas gemelas se quedaron como internadas en el Instituto Belén. 
La costumbre de escoger “reinas” fue introducida en Guatemala por el gobierno del general Jorge Ubico Castañeda, iniciando con la selección de la reina de independencia. Conforme pasaron los años, más y más instituciones empezaron a elegir reinas para diferentes ocasiones, incluyendo asociaciones empresariales y universidades. En 1955, Guatemala se unió a la elección de Miss Universo, y para este evento Rogelia Cruz Martínez, en aquel tiempo estudiante de arquitectura en la Universidad San Carlos de Guatemala (USAC), fue elegida Miss Universo Guatemala en 1958; en 1959 participó en el concurso de Miss Universo en Long Beach, California.
Dos años más tarde conoció a Carlos Batres Luna, con quien tuvo una relación sentimental durante cinco años. Estudiaba y a la vez trabajaba en un banco para apoyar a sus hermanas. Pocos años después cambió su trabajo por un puesto en un canal de televisión. Pero estos fueron también los años de una creciente organización universitaria, con la fundación del Frente Unido del Estudiante Guatemalteco Organizado (FUEGO), que culminó con las protestas masivas y manifestaciones del sector educativo apoyado por una amplia alianza de sectores populares en 1962 contra el gobierno del general Miguel Ydígoras Fuentes. Mientras Cruz Martínez llevaba una vida ejemplar frente a su familia, a través de sus contactos universitarios, en secreto se incorporaba en el Frente Guerrillero "Edgar Ibarra" y llevaba a cabo trabajo administrativo en la capital. En 1965, el ejército cateó la finca donde vivía junto con sus hermanas y encontró armas y otros útiles para la lucha armada. Ella fue encarcelada, y al salir de la cárcel pocos meses después tuvo que buscar nueva casa y un nuevo trabajo. Al año siguiente, la antigua reina se incorporó a la Juventud Patriótica del Trabajo (JPT), organización de juventud del Partido Guatemalteco del Trabajo (PGT), y su militancia finalmente provocó el fin de su relación con Carlos Batres Luna. 
En 1966, el grupo guerrillero Fuerzas Armadas Rebeldes (FAR) intentó secuestrar a uno de sus tíos, y en esta operación desventurada mató a éste y a su hijo. Sin embargo, ella siguió con su colaboración con la guerrilla. A pesar de su delicada situación de seguridad, ni el PGT ni las FAR le ofrecieron protección.
Para entonces, Cruz Martínez era novia del comandante guerrillero Leonardo Castillo Johnson.

## Desaparición y muerte
En diciembre de 1967 fue detenida por una violación de tráfico, pero fue liberada debido a las amenazas hechas por las organizaciones clandestinas Partido Guatemalteco del Trabajo (PGT) y Fuerzas Armadas Rebeldes (FAR) al juez que presidía el caso.[cita requerida] Poco después desapareció, y ya no volvió a ser vista con vida. El 11 de enero de 1968 fue encontrado su cadáver, desnudo y con evidencias de haber sufrido tortura, en la cercanía de Escuintla, Guatemala. La necropsia reveló que estaba embarazada y sin dejar rastro desaprecio.
El asesinato de Cruz resonó en el mundo entero y dio lugar a una serie de asesinatos de represalia: el PGT se vengó atacando a un grupo de personal militar de EE. UU., matando a dos e hiriendo a un tercero y el ejército guatemalteco respondió asesinando a Johnson.